# Anampses melanurus
Anampses melanurus е вид лъчеперка от семейство Labridae. Видът е незастрашен от изчезване.

## Разпространение
Разпространен е в Австралия (Северна територия), Индонезия, Кирибати, Китай, Малайзия, Маршалови острови, Палау, Папуа Нова Гвинея, Провинции в КНР, Самоа, Тайван, Тонга, Филипини, Френска Полинезия (Дружествени острови и Маркизки острови) и Япония (Рюкю).